# Maloford Productions
Maloford Productions est une compagnie de productions mettant en vedette Leo D. Maloney réalisateur et Ford Beebe scénariste. Elle a produit, de 1924 à 1926, six longs métrages.

## Filmographie
- Without Orders (1926)[2]
- The Blind Trail (1926)[3]
- Luck and Sand (1925)[4]
- Win, Lose or Draw (1925)[5]
- Huntin Trouble (1924)[6]
- Headin Through (1924)[7]

## Acteurs principaux de la production
- Josephine Hill
- Whitehorse
- Bud Osborne
- Fred Burns
- Frank Ellis
- Ben Corbett
- Bullet le chien